# Aline Nakashima
Aline Nakashima (n. 1982, São José, São Paulo, Brazilia) este un fotomodel brazilian. Ea a fost descoperită la o tryout modelare în Brazilia, la vârsta de 17 ani. Aline a apărut în Sports Illustrated Swimsuit Edition, în 2006 și 2007. Ea lucrează acum la  Agenția Marilyn, din São Paulo.
Tatăl ei este japonez iar mama ei braziliană de origine portugheză.
Ea a fost fotomodel la ALDO, Armani Exchange, DKNY, GAP, Esprit, Kenneth Cole unde a făcut reclamă pentru parfum, apoi la Lycra, MAC, Morgan, Mercedes-Benz, Neiman Marcus, Nordstrom, Playtex, Ralph Lauren, Saks Fifth Avenue, Sephora, Triumph International și Victoria's Secret.